# گاراژ ایران پیما
گاراژ ایران پیما مربوط به دوره پهلوی اول است و در شیراز، خیابان کریم خان زند، چهارراه زند، اول خیابان سعدی واقع شده و این اثر در تاریخ ۲ آبان ۱۳۸۲ با شمارهٔ ثبت ۱۰۵۰۱ به‌عنوان یکی از آثار ملی ایران به ثبت رسیده است.